# أو سو
أو سو أو سي (بالإنجليزية: Âu Cơ)، كانت، وفقًا لأسطورة خلق الشعب الفيتنامي، جنية ثلجية جبلية خالدة تزوجت السيد التنين، وحملا كيس بيض فقس مائة طفل معروفين مجتمعين باسم باتش فيت، أسلاف الشعب الفيتنامي. غالبًا ما يتم تكريمها كأم الحضارة الفيتنامية.